# کارنتس
کارنتس (به آلمانی: Karenz) یک شهر در آلمان است که در لودویگسلوست-پارشیم واقع شده‌است. کارنتس ۲۹۶ نفر جمعیت دارد.